# Botoșanița Mică, Suceava
Botoșanița Mică (în trecut Tacu) este un sat în comuna Grămești din județul Suceava, Moldova, România.
 Acest articol despre o localitate din județul Suceava este deocamdată un ciot. Puteți ajuta Wikipedia prin completarea lui.